# Greenview (Illinois)
Greenview is een plaats (village) in de Amerikaanse staat Illinois, en valt bestuurlijk gezien onder Menard County.

## Demografie
Bij de volkstelling in 2000 werd het aantal inwoners vastgesteld op 862. In 2006 is het aantal inwoners door het United States Census Bureau geschat op 808, een daling van 54 (-6,3%).

## Geografie
Volgens het United States Census Bureau beslaat de plaats een oppervlakte van 2,2 km², geheel bestaande uit land. Greenview ligt op ongeveer 184 m boven zeeniveau.

## Plaatsen in de nabije omgeving
De onderstaande figuur toont nabijgelegen plaatsen in een straal van 20 km rond Greenview.